# Coupe du monde B de combiné nordique 2005
Navigation
2003 — 2004 2005 — 2006
| \| Pragelato Val di Fiemme Baiersbronn Liberec Klingenthal Karpacz Høydalsmo Vuokatti \| Les sites des compétitions (manquent Steamboat Springs et Lake Placid) |
| Pragelato Val di Fiemme Baiersbronn Liberec Klingenthal Karpacz Høydalsmo Vuokatti                                                                              |

La coupe du monde B de combiné nordique 2004 — 2005 fut la quinzième édition de la coupe du monde B de combiné nordique, compétition de combiné nordique organisée annuellement de 1991 à 2008 et devenue depuis la coupe continentale.
Elle s'est déroulée du 11 décembre 2004 au 13 mars 2005, en 21 épreuves.
Cette coupe du monde B a débuté dans le Colorado (États-Unis), dans la station de Steamboat Springs. Elle s'est poursuivie dans l'état de New-York, à Lake Placid, avant de faire étape au cours de la saison en Italie (Pragelato et Val di Fiemme),
en Allemagne (Baiersbronn et Klingenthal),
en République tchèque (Liberec),
en Pologne (Karpacz),
en Norvège (Høydalsmo),
pour s'achever à Vuokatti, en Finlande.
Elle a été remportée par l'allemand Stephan Münchmeyer.

## Classement général
| Rang | Nom                 |
| ---- | ------------------- |
| 1    | Stephan Münchmeyer  |
| 2    | Marcel Höhlig       |
| 3    | Bernhard Gruber     |
| 4    | Florian Schillinger |
| 5    | Andreas Hurschler   |
| 6    | Yōsuke Hatakeyama   |
| 7    | Marc Frey           |
| 8    | Jason Lamy-Chappuis |
| 9    | Jochen Strobl       |
| 10   | Pavel Churavý       |
| 11   | Ludovic Roux        |
| 12   | Carl Van Loan       |

## Calendrier
| Date                     | Épreuve           | Vainqueur                                                   | Deuxième                                                      | Troisième                                                     |
| 1 — 2. Steamboat Springs |                   |                                                             |                                                               |                                                               |
| 11/12/2004               | HS 127 / 15 km    | Matthias Menz                                               | Bill Demong                                                   | Kenneth Braaten                                               |
| 12/12/2004               | HS 127 / 7,5 km   | Eric Camerota                                               | Kenneth Braaten                                               | Bill Demong                                                   |
| 3 — 5. Lake Placid       |                   |                                                             |                                                               |                                                               |
| 16/12/2004               | HS 100 / 15 km    | Bill Demong                                                 | Nicolas Bal                                                   | Matthias Mehringer                                            |
| 17/12/2004               | HS 100 / 10 km    | Bill Demong                                                 | Nicolas Bal                                                   | Matthias Menz                                                 |
| 18/12/2004               | HS 100 / 7,5 km   | Kenneth Braaten                                             | Matthias Menz                                                 | Michael Hollenstein                                           |
| 6 — 7. Pragelato         |                   |                                                             |                                                               |                                                               |
| 8/01/2005                | HS 140 / 15 km    | Stephan Münchmeyer                                          | Sébastien Lacroix                                             | Ludovic Roux                                                  |
| 9/01/2005                | HS 140 / 7,5 km   | Ivan Rieder                                                 | Antti Kuisma                                                  | Ronny Heer                                                    |
| 8 — 9. Val di Fiemme     |                   |                                                             |                                                               |                                                               |
| 13/01/2005               | HS 134 / 3 x 5 km | France- Sébastien Lacroix - Mathieu Martinez - Ludovic Roux | Allemagne I- Jens Kaufmann - Stephan Münchmeyer - Jens Gaiser | Suisse I- Ronny Heer - Ivan Rieder - Jan Schmid               |
| 14/01/2005               | HS 134 / 10 km    | Sergueï Maslennikov                                         | Espen Rian                                                    | Yōsuke Hatakeyama                                             |
| 10 — 11. Baiersbronn     |                   |                                                             |                                                               |                                                               |
| 22/01/2005               | HS 90 / 15 km     | Yōsuke Hatakeyama                                           | Kevin Arnould                                                 | Jens Gaiser                                                   |
| 23/01/2005               | HS 90 / 7,5 km    | Kevin Arnould                                               | Jan Schmid                                                    | Ivan Rieder                                                   |
| 12. Liberec              |                   |                                                             |                                                               |                                                               |
| 26/01/2005               | HS 134 / 7,5 km   | Mathieu Martinez                                            | Pavel Churavý                                                 | Tomáš Slavík                                                  |
| 13 — 14. Klingenthal     |                   |                                                             |                                                               |                                                               |
| 29/01/2005               | HS85 / 15 km      | Mathieu Martinez                                            | Marc Frey                                                     | Sébastien Lacroix                                             |
| 30/01/2005               | HS 85 / 7,5 km    | Mathieu Martinez                                            | Ivan Rieder                                                   | Kevin Arnould                                                 |
| 15 — 16. Karpacz         |                   |                                                             |                                                               |                                                               |
| 5/02/2005                | HS 94 / 15 km     | Ivan Rieder                                                 | Marc Frey                                                     | Pavel Churavý                                                 |
| 6/02/2005                | HS 94 / 7,5 km    | Marc Frey                                                   | Carl Van Loan                                                 | Ivan Rieder                                                   |
| 17 — 18. Høydalsmo       |                   |                                                             |                                                               |                                                               |
| 5/03/2005                | HS 90 / 15 km     | Marcel Höhlig                                               | Jan Rune Grave                                                | Stephan Münchmeyer                                            |
| 6/03/2005                | HS 90 / 7,5 km    | Stephan Münchmeyer                                          | Marcel Höhlig                                                 | Jan Rune Grave                                                |
| 19 — 21. Vuokatti        |                   |                                                             |                                                               |                                                               |
| 10/03/2005               | HS 134 / 3 x 5 km | Suisse I- Ronny Heer - Seppi Hurschler - Andreas Hurschler  | Finlande I- Janne Ryynänen - Ville Kähkönen - Raimo Kariniemi | Allemagne I- Andreas Langer - Jens Kaufmann - Christian Ulmer |
| 12/03/2005               | HS 100 / 7,5 km   | Marcel Höhlig                                               | Bernhard Gruber                                               | Stephan Münchmeyer                                            |
| 13/03/2005               | HS 100 / 7,5 km   | Stephan Münchmeyer                                          | Marcel Höhlig                                                 | Florian Schillinger                                           |